# Rafiou Moutairou
Rafiou Moutairou est un footballeur togolais des années 1980. Il termine troisième lors du Ballon d'or africain 1983.

## Buts en sélection
| Buts en sélection de Rafiou Moutairou | Buts en sélection de Rafiou Moutairou | Buts en sélection de Rafiou Moutairou | Buts en sélection de Rafiou Moutairou | Buts en sélection de Rafiou Moutairou | Buts en sélection de Rafiou Moutairou | Buts en sélection de Rafiou Moutairou |
|                                       | Date                                  | Lieu                                  | Adversaire                            | Score                                 | Résultat                              | Compétition                           |
| ------------------------------------- | ------------------------------------- | ------------------------------------- | ------------------------------------- | ------------------------------------- | ------------------------------------- | ------------------------------------- |
| 1.                                    | 7 mars 1984                           | Abidjan (Côte d'Ivoire)               | Cameroun                              | 1-3 (1 but à 56e)                     | 1-4                                   | CAN 1984 (1er tour)                   |